# Внешние острова Маврикия
Вне́шние острова́ Маври́кия (англ. Outer Islands of Mauritius, фр. Îles éparses de Maurice) — административная единица Маврикия, включающая несколько омываемых водами Индийского океана отдаленных островных территорий этой страны, расположенных к северу, северо-востоку и востоку от острова Маврикий.

## Территория
Каждый остров или группа островов является, наряду с самим островом Маврикий, административной единицей первого уровня и управляется Министерством местного самоуправления и Внешних островов (англ. Ministry of Local Government and Outer Islands). При этом государственная принадлежность двух таких территорий — острова Тромлен и архипелага Чагос — Маврикием лишь оспаривается.
Остров Тромлен находится под управлением Франции, являясь частью подразделения заморского колониального владения Французские Южные и Антарктические территории — одним из Островов Эпарсе (Разбросанных островов).

Республика Маврикий и её внешние острова. Территориальные претензии выделены белым

Архипелаг Чагос с несколькими соседними островами, вопреки решениям Генеральной Ассамблеи ООН, был выделен британскими властями в отдельное владение Британская территория в Индийском океане непосредственно перед предоставлением независимости Маврикию. Всё гражданское население архипелага было принудительно выселено, а остров Диего-Гарсия — сдан в долгосрочную аренду США под военную базу.
3 октября 2024 года между Великобританией и Маврикием достигнуто политическое соглашение о передаче архипелага Чагос под суверенитет Маврикия. 22 мая 2025 года Великобритания и Маврикий подписали соглашение о передаче суверенитета над архипелагом Чагос, включая остров Диего-Гарсия, Маврикию. Согласно договору Великобритания возьмёт остров Диего-Гарсия в аренду сроком на 99 лет с даты подписания договора, и будет выплачивать Маврикию в среднем 101 миллион фунтов стерлингов в год в течение срока аренды. Договор вступит в силу в первый день первого месяца, следующего за датой обмена ратификационными нотами, которыми Стороны уведомят друг друга о выполнении ими всех внутренних требований и ратификационных процедур.
Согласно своей конституции, Республика Маврикий включает следующие Внешние острова:
| №  | Название                        | Кол-во островов | Адм. центр   | Площадь, км² | Население, чел. |
| -- | ------------------------------- | --------------- | ------------ | ------------ | --------------- |
| 1. | Родригес                        | 1               | Порт-Матурин | 108          | 41 669 (2014)   |
| 2. | Агалега                         | 2               | Вин-Синк     | 24           | 289 (2011)      |
| 3. | Каргадос-Карахос (св. Брендона) | 16              | Рафаэль      | 1,3          | 63 (2009)       |
| 4. | Тромлен                         | 1               | —            | 0,8          | 0 (2012)        |
| 5. | Чагос                           | 64              | Диего-Гарсия | 56,1         | 3000 (2014)     |

Кроме того, к Внешним островам Маврикия относят 49 мелких необитаемых островков и скал, расположенных в прибрежных водах островов Маврикий и Родригес (см. Islets of Mauritius).

## Акватория
Находящаяся под контролем Республики Маврикий (то есть без спорных земель) территория занимает 2040 км², это 169-е место в мире. Из них общая площадь Внешних островов Маврикия (за вычетом самого́ одноимённого острова) — всего 190,2 км². Помимо них, в пределах исключительной экономической зоны Маврикия находятся несколько отмелей (подводных банок) — Сая-де-Малья, Назарет, Судан и Хокинс.
Поскольку упомянутые архипелаги, острова, рифы, скалы и отмели разбросаны по западной части Индийского океана на больших расстояниях друг от друга, и каждый такой объект окружён 200-мильной исключительной экономической зоной, Маврикий обладает значительными морскими ресурсами — совокупно около 2,3 млн км². Эта территория включает в себя и около 396 тыс. км², выделенных в 2011 году ООН на продолжении Маскаренского континентального шельфа в совместное управление и эксплуатацию Республике Маврикий и Республике Сейшельские острова.